# Bart van Tornhout
Bart van Tornhout (15 september 1982) is de doelmannentrainer van de Belgische voetbalclub KAA Gent.